# Stifting (Simbach)
Stifting ist ein Gemeindeteil des Marktes Simbach im niederbayerischen Landkreis Dingolfing-Landau.

## Geographische Lage
Die Einöde liegt ca. 2 Kilometer nordöstlich von Simbach.